# Scientologykerk

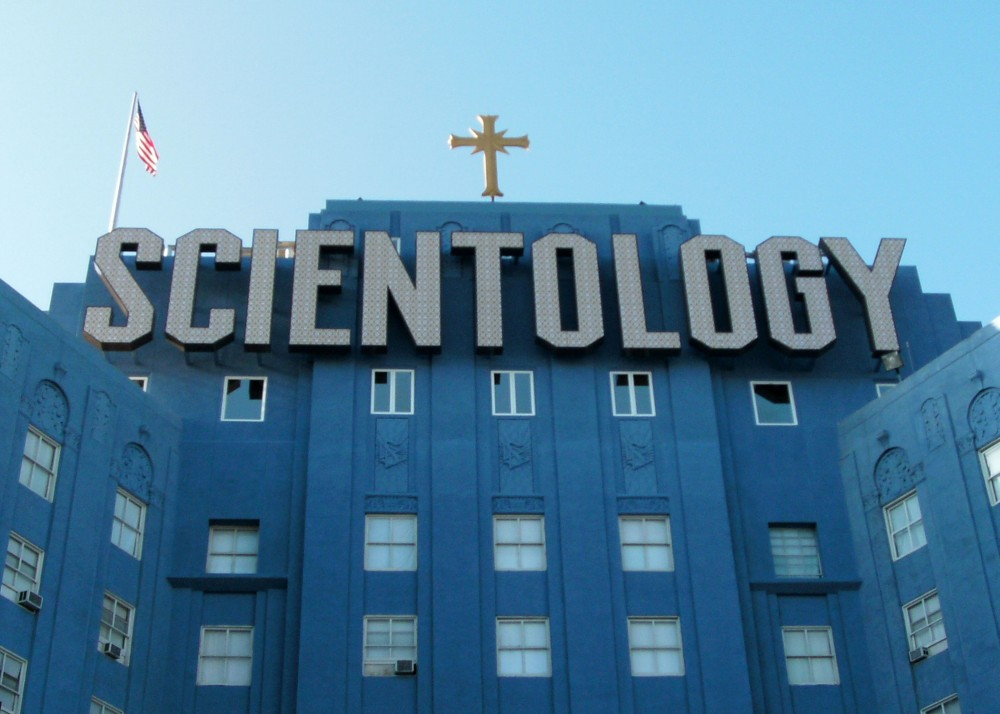
Het 'Big Blue'-gebrouw van de Scientologykerk in Los Angeles, California

De Scientologykerk is een groep onderling verbonden bedrijfsentiteiten en andere organisaties die zich toeleggen op de praktijk, administratie en verspreiding van Scientology, die op verschillende manieren wordt gedefinieerd als een sekte, een bedrijf of een nieuwe religieuze beweging. De beweging is het onderwerp geweest van een aantal controverses, en de Scientologykerk is beschreven door overheidsonderzoeken, internationale parlementaire organen, geleerden, en talloze uitspraken van hogere rechtbanken als zowel een gevaarlijke sekte en een manipulatief winstgevend bedrijf. In 1979 werden verschillende leidinggevenden van de organisatie veroordeeld door een Amerikaanse federale rechtbank en gevangengezet voor meerdere misdrijven. De Scientologykerk zelf werd in 2009 door een Franse rechtbank veroordeeld voor fraude, een beslissing die in 2013 werd bevestigd door het hoogste Hof van Cassatie. De Duitse regering classificeert Scientology als een ongrondwettelijke sekte. In Frankrijk is het geclassificeerd als een gevaarlijke cult. In sommige landen heeft het wettelijke erkenning gekregen als religie.
De Church of Scientology International (CSI) is officieel de "Moederkerk", en is verantwoordelijk voor het begeleiden van de andere Scientologykerken. Het internationale hoofdkantoor is gevestigd in Gold Base, Riverside County, Californië nabij San Jacinto. Scientology Missions International valt onder CSI en houdt toezicht op Scientology missies. De Church of Spiritual Technology (CST) is de organisatie die alle auteursrechten bezit van de nalatenschap van L. Ron Hubbard.
Alle Scientology managementorganisaties worden exclusief bestuurd door leden van de Sea Org, wat een wettelijk niet-bestaande paramilitaire organisatie is voor de "elite, de diepste toegewijde kern van scientologen". David Miscavige wordt door de Scientology organisatie beschreven als de hoogste Sea Org officier, en wordt door de organisatie aangeduid als de kapitein.
De kerk hoort tot één van de rijkste levensbeschouwelijke organisaties, met een geschat vermogen van zo'n 1,5 miljard euro. Dit vermogen kon worden opgebouwd na een jarenlange strijd met de Internal Revenue Service (IRS) over het al dan niet moeten betalen van belasting. Dit conflict eindigde in een belastingvrijstelling voor Scientology.